# Cratichneumon boreovagans
Cratichneumon boreovagans är en stekelart som beskrevs av Heinrich 1962. Cratichneumon boreovagans ingår i släktet Cratichneumon och familjen brokparasitsteklar. Inga underarter finns listade i Catalogue of Life.